# Musée d'histoire locale de Makariv
Le musée d'histoire locale de Makariv  est une structure qui met en exergue la culture locale et se situe sur un monticule cosaque classé.
Ses expositions se centrent sur la région au Moyen Âge, la période 1905-1917, la Seconde Guerre mondiale, la présentation de l'église st-Dimitri. 